# Championnat du Japon de football 2002
Navigation
J1 League 2001 J1 League 2003
Le Championnat du Japon de football 2002 est la 37e édition de la première division japonaise et la 10e édition de la J.League. Le championnat a débuté le 2 mars 2002 et s'est achevé le 30 novembre 2002.
Les deux derniers du championnat sont relégués et les deux premiers de J. League 2 promus.

## Les clubs participants
Les 14 de la J League 2001 et les deux premiers de la J2 League 2001 participent à la compétition.
| Club                 | Dernière montée | Ville     | Classement 2001 | Entraîneur        | Depuis | Stade                            | Capacité | Nombre de saisons |
| -------------------- | --------------- | --------- | --------------- | ----------------- | ------ | -------------------------------- | -------- | ----------------- |
| Júbilo Iwata         | 1994            | Iwata     | 1er             | Masakazu Suzuki   | 2000   | Stade Yamaha                     | 16 893   | 9                 |
| Kashima Antlers      | -               | Kashima   | 2e              | Toninho Cerezo    | 2000   | Stade de Kashima                 | 40 728   | 10                |
| JEF United Ichihara  | -               | Ichihara  | 3e              | Jozef Vengloš     | 2002   | ZA Oripri Stadium                | 14 051   | 10                |
| Shimizu S-Pulse      | -               | Shizuoka  | 4e              | Zdravko Zemunović | 2000   | Stade du parc Nihondaira         | 20 299   | 10                |
| Nagoya Grampus Eight | -               | Nagoya    | 5e              | Zdenko Verdenik   | 2002   | Stade Toyota                     | 45 000   | 10                |
| Kashiwa Reysol       | 1995            | Kashiwa   | 6e              | Marco Aurélio     | 2002   | Hitachi Kashiwa Stadium          | 15 349   | 8                 |
| Gamba Osaka          | -               | Suita     | 7e              | Akira Nishino     | 2002   | Stade commémoratif de l'Expo '70 | 21 000   | 10                |
| FC Tokyo             | 2000            | Tokyo     | 8e              | Hiromi Hara       | 2002   | Stade Ajinomoto                  | 50 000   | 3                 |
| Sanfrecce Hiroshima  | -               | Hiroshima | 9e              | Takeshi Ono       | 2002   | Grande Arche d'Hiroshima         | 50 000   | 10                |
| Urawa Red Diamonds   | 2001            | Saitama   | 10e             | Hans Ooft         | 2002   | Stade Saitama 2002               | 63 700   | 9                 |
| Consadole Sapporo    | 2001            | Sapporo   | 11e             | Chang Woe-ryong   | 2002   | Dôme de Sapporo                  | 42 122   | 3                 |
| Vissel Kobe          | 1997            | Kobe      | 12e             | Hiroshi Matsuda   | 2002   | Stade du parc Misaki             | 30 132   | 6                 |
| Yokohama F. Marinos  | -               | Yokohama  | 13e             | Yoshiaki Shimojo  | 2002   | Stade Nissan                     | 72 327   | 10                |
| Tokyo Verdy 1969     | -               | Tokyo     | 14e             | Yukitaka Omi      | 2001   | Stade Ajinomoto                  | 50 000   | 10                |
| Kyoto Purple Sanga   | 2002            | Kyoto     | 1er             | Gert Engels       | 2000   | Nishikyogoku Athletic Stadium    | 20 588   | 6                 |
| Vegalta Sendai       | 2002            | Sendai    | 2e              | Hidehiko Shimizu  | 1999   | Stade de Sendai                  | 19 694   | 1                 |

- Tenant du titre et qualifié pour la Ligue des champions de l'AFC 2002-2003
- Qualifié pour le tour préliminaire de la Ligue des champions de l'AFC 2002-2003
- Promu de la J League 2 2001

### Localisation des clubs
| \| Clubs du Grand Tokyo · Kashima Antlers (Ibaraki) · Urawa Red Diamonds (Saitama) · Yokohama F. Marinos (Kanagawa) · FC Tokyo (Tokyo) · JEF United Ichihara (Chiba) · Kashiwa Reysol (Chiba) · Tokyo Verdy 1969 (Tokyo) Grand Tokyo Nagoya Grampus Eight Shimizu S-Pulse Júbilo Iwata Gamba Osaka Vissel Kobe Vegalta Sendai Kyoto Purple Sanga Consadole Sapporo Sanfrecce Hiroshima \| Localisation des clubs engagés dans le championnat. |
| Clubs du Grand Tokyo · Kashima Antlers (Ibaraki) · Urawa Red Diamonds (Saitama) · Yokohama F. Marinos (Kanagawa) · FC Tokyo (Tokyo) · JEF United Ichihara (Chiba) · Kashiwa Reysol (Chiba) · Tokyo Verdy 1969 (Tokyo) Grand Tokyo Nagoya Grampus Eight Shimizu S-Pulse Júbilo Iwata Gamba Osaka Vissel Kobe Vegalta Sendai Kyoto Purple Sanga Consadole Sapporo Sanfrecce Hiroshima                                                           |

| Clubs du Grand Tokyo · Kashima Antlers (Ibaraki) · Urawa Red Diamonds (Saitama) · Yokohama F. Marinos (Kanagawa) · FC Tokyo (Tokyo) · JEF United Ichihara (Chiba) · Kashiwa Reysol (Chiba) · Tokyo Verdy 1969 (Tokyo) Grand Tokyo Nagoya Grampus Eight Shimizu S-Pulse Júbilo Iwata Gamba Osaka Vissel Kobe Vegalta Sendai Kyoto Purple Sanga Consadole Sapporo Sanfrecce Hiroshima |

| Pos | Club                 | Pts | J  | V/EP | N | D/EP | Bp | Bc | Diff |
| --- | -------------------- | --- | -- | ---- | - | ---- | -- | -- | ---- |
| 1   | Júbilo Iwata         | 36  | 15 | 9/4  | 1 | 1/0  | 39 | 17 | +22  |
| 2   | Yokohama F. Marinos  | 33  | 15 | 8/3  | 3 | 1/0  | 28 | 11 | +17  |
| 3   | Nagoya Grampus Eight | 29  | 15 | 9/1  | 0 | 4/1  | 28 | 18 | +10  |
| 4   | Gamba Osaka          | 27  | 15 | 8/1  | 1 | 3/2  | 35 | 19 | +16  |
| 5   | Kashima Antlers      | 27  | 15 | 9/0  | 0 | 4/2  | 21 | 18 | +3   |
| 6   | Kyoto Purple Sanga   | 24  | 15 | 5/4  | 1 | 5/0  | 26 | 18 | +8   |
| 7   | Shimizu S-Pulse      | 24  | 15 | 5/3  | 3 | 4/0  | 17 | 19 | -2   |
| 8   | JEF United Ichihara  | 23  | 15 | 6/1  | 3 | 4/1  | 22 | 23 | -1   |
| 9   | Vegalta Sendai       | 20  | 15 | 6/1  | 0 | 5/3  | 23 | 27 | -4   |
| 10  | FC Tokyo             | 17  | 15 | 5/0  | 2 | 6/2  | 23 | 27 | -4   |
| 11  | Urawa Red Diamonds   | 14  | 15 | 3/2  | 1 | 7/2  | 21 | 24 | -3   |
| 12  | Tokyo Verdy 1969     | 13  | 15 | 2/3  | 1 | 9/0  | 15 | 24 | -9   |
| 13  | Vissel Kobe          | 12  | 15 | 3/1  | 1 | 5/5  | 12 | 22 | -10  |
| 14  | Kashiwa Reysol       | 11  | 15 | 3/1  | 0 | 10/1 | 20 | 31 | -11  |
| 15  | Sanfrecce Hiroshima  | 10  | 15 | 3/0  | 1 | 9/2  | 14 | 26 | -12  |
| 16  | Consadole Sapporo    | 6   | 15 | 2/0  | 0 | 9/4  | 15 | 35 | -20  |

| Pos | Club                 | Pts | J  | V/EP | N | D/EP | Bp | Bc | Diff |
| --- | -------------------- | --- | -- | ---- | - | ---- | -- | -- | ---- |
| 1   | Júbilo Iwata         | 35  | 15 | 9/4  | 0 | 2/0  | 33 | 13 | +20  |
| 2   | Gamba Osaka          | 27  | 15 | 7/3  | 0 | 4/1  | 24 | 13 | +11  |
| 3   | Kashima Antlers      | 26  | 15 | 8/1  | 0 | 6/0  | 25 | 21 | +4   |
| 4   | Tokyo Verdy 1969     | 24  | 15 | 6/2  | 2 | 4/1  | 26 | 19 | +7   |
| 5   | FC Tokyo             | 22  | 15 | 6/2  | 0 | 6/1  | 20 | 19 | +1   |
| 6   | Yokohama F. Marinos  | 22  | 15 | 5/3  | 1 | 6/0  | 16 | 16 | 0    |
| 7   | Kyoto Purple Sanga   | 22  | 15 | 6/2  | 0 | 6/1  | 18 | 24 | -6   |
| 8   | Urawa Red Diamonds   | 21  | 15 | 4/4  | 1 | 4/2  | 20 | 14 | +6   |
| 9   | Kashiwa Reysol       | 21  | 15 | 6/0  | 3 | 4/2  | 18 | 17 | +1   |
| 10  | Vissel Kobe          | 19  | 15 | 5/1  | 2 | 4/3  | 21 | 22 | -1   |
| 11  | JEF United Ichihara  | 18  | 15 | 6/0  | 0 | 8/1  | 16 | 19 | -3   |
| 12  | Shimizu S-Pulse      | 17  | 15 | 5/1  | 0 | 7/2  | 16 | 24 | -6   |
| 13  | Nagoya Grampus Eight | 16  | 15 | 5/0  | 1 | 7/2  | 21 | 23 | -2   |
| 14  | Sanfrecce Hiroshima  | 16  | 15 | 4/1  | 2 | 4/4  | 18 | 21 | -3   |
| 15  | Vegalta Sendai       | 12  | 15 | 3/1  | 1 | 8/2  | 17 | 30 | -13  |
| 16  | Consadole Sapporo    | 9   | 15 | 2/1  | 1 | 7/4  | 15 | 29 | -14  |

## Classement Final
| Pos | Club                   | Pts | J  | V/EP | N | D/EP | Bp | Bc | Diff |
| --- | ---------------------- | --- | -- | ---- | - | ---- | -- | -- | ---- |
| 1   | Júbilo Iwata           | 71  | 30 | 18/8 | 1 | 3/0  | 72 | 30 | +42  |
| 2   | Yokohama F. Marinos    | 55  | 30 | 13/6 | 4 | 7/0  | 44 | 27 | +17  |
| 3   | Gamba Osaka            | 54  | 30 | 15/4 | 1 | 7/3  | 59 | 32 | +27  |
| 4   | Kashima Antlers T L    | 53  | 30 | 17/1 | 0 | 10/2 | 46 | 39 | +7   |
| 5   | Kyoto Purple Sanga P C | 46  | 30 | 11/6 | 1 | 11/1 | 44 | 42 | +2   |
| 6   | Nagoya Grampus Eight   | 45  | 30 | 14/1 | 1 | 11/3 | 49 | 41 | +8   |
| 7   | JEF United Ichihara    | 41  | 30 | 12/1 | 3 | 12/2 | 38 | 42 | -4   |
| 8   | Shimizu S-Pulse S      | 41  | 30 | 10/4 | 3 | 11/2 | 33 | 43 | -10  |
| 9   | FC Tokyo               | 39  | 30 | 11/2 | 2 | 12/2 | 43 | 46 | -3   |
| 10  | Tokyo Verdy 1969       | 37  | 30 | 8/5  | 3 | 13/1 | 41 | 43 | -2   |
| 11  | Urawa Red Diamonds     | 35  | 30 | 7/6  | 2 | 11/4 | 41 | 38 | +3   |
| 12  | Kashiwa Reysol         | 32  | 30 | 9/1  | 3 | 14/3 | 38 | 48 | -10  |
| 13  | Vegalta Sendai P       | 32  | 30 | 9/2  | 1 | 13/5 | 40 | 57 | -17  |
| 14  | Vissel Kobe            | 31  | 30 | 8/2  | 3 | 9/8  | 33 | 44 | -11  |
| 15  | Sanfrecce Hiroshima    | 26  | 30 | 7/1  | 3 | 13/6 | 32 | 47 | -15  |
| 16  | Consadole Sapporo      | 15  | 30 | 4/1  | 1 | 16/8 | 30 | 64 | -34  |

|  | Reléguer en J League 2 2003 |
|  | T : Tenant du titre C : Vainqueur de la Coupe de l'Empereur 2002 L : Vainqueur de la Coupe de la Ligue 2002 S : Vainqueur de la Supercoupe du Japon 2002 |

## Récompenses individuelles

### Classement des buteurs
| Rang | Nom              | Nationalité | Équipe               | Buts |
| 1    | Naohiro Takahara | Japon       | Júbilo Iwata         | 26   |
| 2    | Magrão           | Brésil      | Gamba Osaka          | 22   |
| 3    | Uéslei           | Brésil      | Nagoya Grampus Eight | 20   |
| 4    | Marcos           | Brésil      | Vegalta Sendai       | 18   |

## Parcours continental des clubs
Le parcours des clubs japonais en Ligue des champions de l'AFC est important puisqu'il détermine le coefficient AFC japonais, et donc le nombre de clubs japonais présents dans la compétition les années suivantes.
| Club            | Compétition         | Résultat        | Ultime(s) adversaire(s) | Ultime(s) adversaire(s) | Ultime(s) adversaire(s) |
| --------------- | ------------------- | --------------- | ----------------------- | ----------------------- | ----------------------- |
| Kashima Antlers | Ligue des champions | Phase de Groupe | Police Tero             | Daejeon Hana Citizen    | Shanghai Shenhua        |
| Shimizu S-Pulse | Ligue des champions | Phase de Groupe | Dalian Shide            | Seongnam FC             | Jumpasri United         |